# FirstRand
FirstRand — южноафриканская финансовая группа, включающая FirstRand Bank, дочерние банки в 9 странах Африки, страховую компанию Liberty и ряд финансовых компаний. Акции группы котируются на фондовых биржах Йоханнесбурга и Намибии. В списке крупнейших публичных компаний мира Forbes Global 2000 за 2021 год банк занял 534-е место, в частности 286-по активам, 706-е по чистой прибыли, 906-е по рыночной капитализации и 1282-е по размеру выручки

## История
Группа FirstRand была образована 1 апреля 1998 года объединением финансовых и страховых интересов Anglo American Corporation of South Africa и RMB Holdings (RMBH). Главной составляющей этих интересов был First National Bank, основанный в 1838 году (старейший банк Южной Африки), с 1925 по 1986 год он входил в состав Barclays. Страховые интересы были представлены компаниями Momentum Life Assurers и Southern Life Association, позже объединённые в FirstRand Insurance.

## Деятельность
Основные составляющие группы:
- FirstRand Bank, включающий три южноафриканских банка с зарубежными отделениями в Индии, Лондоне и Гернси, представительствами в Анголе, Кении и Шанхае; в сумме 600 отделений и 4848 банкоматов, 62 % выручки и 75 % активов группы.
  - First National Bank — розничный и коммерческий банк, выручка 51,6 млрд рэндов, активы 420 млрд рэндов (из них половина — ипотечные кредиты);
  - Rand Merchant Bank — корпоративный и инвестиционный банк, выручка 15,3 млрд рэндов, активы 536 млрд рэндов;
  - WesBank — автокредитование, выручка 4,9 млрд рэндов, активы 116 млрд рэндов.
- FirstRand EMA Holdings — холдинг, объединяющий дочерние банки в Ботсване, Намибии, Эсватини, Мозамбике, Замбии, Лесото, Танзании, Гане и Нигерии.
- FirstRand International Limited (Guernsey) — офшорный банк на Нормандских островах.
- FirstRand Insurance — страховая компания.
- FirstRand Investment Management — инвестиционная компания.
- FirstRand Investment Holdings — холдинг, объединяющий различные финансовые компании, включая совместное предприятие с Morgan Stanley.